# Piroforicidade
Piroforicidade é a propriedade ou tendência de um material ou substância, quando na forma de partículas finas, apresentando grande área de contato, reagir com o ambiente. Este mesmo material, quando na forma de uma peça de maiores dimensões, com respectiva menor área de contato, não reagiria com o ambiente. Esta propriedade leva tais substâncias a atingir a temperatura de autoignição a temperatura ambiente. Exemplos são o sulfeto de ferro (II) e o metal urânio.
Materiais assim ditos pirofóricos são frequentemente aquarreativos assim como irão entrar em ignição quando em contato com a umidade do ar. Eles podem ser manuseados com segurança em atmosferas de argônio ou (com poucas exceções) nitrogênio. A maioria dos fogos pirofóricos podem ser extintos com um extintor de incêndio Classe D para metais em chamas.
Um exemplo comum de material pirofórico é a pedra de isqueiro, na verdade uma liga de ferro-cério, que solta faíscas quando atritada. Outros exemplos de pirofóricos: metais alcalinos e alcalino-terrosos, selênio, antimônio, alumínio ou chumbo pulverizado, zinco, titânio, urânio e zircônio. Há ainda os pirofóricos de Gay-Lussac (sulfato de potássio reduzido por carvão) e o ferro de Magnus (óxido férrico reduzido por hidrogênio), entre inúmeros outros.
T2 e T3 são outros exemplos de materiais pirofóricos utilizados em indústrias.